# Джозеф, Хизер
Хизер Джозеф — американская активистка открытого доступа и сторонница реформы издательства академических журналов. Она является исполнительным директором Коалиции академических ресурсов и научных изданий, а также членом совета директоров Public Library of Science.

## Биография
В течение 15 лет Джозеф писала для научных журналов. В конце 1990-х годов она была редактором журнала «Молекулярная биология клетки».
Джозеф призывает учёных распространять свои публикации, чтобы получить более широкую читательскую аудиторию, обсуждая возможные варианты публикации с научно-исследовательскими институтами, научными обществами и правительством.
Она выступает за принятие Федерального закона об открытом доступе к исследованиям. Джозеф является активным участником проектов ряда федеральных агентств США. Она является координатором Альянса для доступа налогоплательщикам, организации, которая работает, чтобы гарантировать открытый доступ общественности к результатам исследований, финансируемых государством. В 2015 году она была назначена членом недавно сформированного Консультативного совета по коммерческим аспектам открытого доступа.
Она является одним из организаторов кампании Access2Research. Кроме того, она входит в состав советов директоров ключевых некоммерческих организаций, поддерживающих открытый обмен знаниями, в том числе PLOS, DuraSpace, EIFL, Центр открытой науки и ImpactStory.